# イチズ
「イチズ」は、i☆Risの2枚目のシングル。2013年5月22日にDIVE II entertainmentから発売された。

## 概要
前作「Color」から約6ヶ月ぶりのシングル。ユニット初の3形態（TYPE-A、TYPE-B、TYPE-C）での発売となった。
表題曲「イチズ」はテレビ東京系『ムシブギョー』第1クールエンディングテーマに起用された。ミュージックビデオの映像監督は「カバ☆リス」収録の「ウィーアー!」に続いて福居英晃が務めた。
ミュージックビデオは、群馬県吾妻郡高山村にある大理石村ロックハート城で2013年3月25日に撮影された。
カップリング曲の「i☆Doloid」は表題曲とは反対に、明るくポップなナンバーとなっており、TBS系『ツボ娘』のエンディングテーマに起用された。TYPE-Cのみ収録の「Get Over」はdreamのカバー楽曲となっており、歌唱メンバーは茜屋日海夏、若井友希、澁谷梓希の3人となっている。
初回封入特典は「嫁コレ×i☆Risシリアルコード付きPRカード」（全6種）がランダムで1枚封入されている。

## 収録曲

### TYPE-A
1. イチズ [3:59]
作詞：夏蓮、作曲：大久保友裕、編曲：五十嵐宏治
  - テレビ東京系『ムシブギョー』第1クールエンディングテーマ
2. i☆Doloid [4:36]
作詞：leonn、作曲：吉田将樹、編曲：永井ルイ
  - TBS系『ツボ娘』エンディングテーマ
3. イチズ -Instrumental-
4. i☆Doloid -Instrumental-

DVD
1. イチズ -Music Video-
2. イチズ -Off Shot Movie-

### TYPE-B
1. イチズ
2. i☆Doloid
3. イチズ -Instrumental-
4. i☆Doloid -Instrumental-

DVD
1. イチズ -Music Video-
2. ムシブギョーノンテロップED映像

### TYPE-C
1. イチズ
2. i☆Doloid
3. Get Over [5:13]
作詞：松室麻衣、作曲：BOUNCEBACK、編曲：永井ルイ
4. イチズ -Instrumental-
5. i☆Doloid -Instrumental-
6. Get Over -Instrumental-